# Začasna nemško-slovenska kemijska terminologija
Začasna nemško-slovenska kemijska terminologija je nastala v Ljubljani leta 1921, kot predlog znanstvenega osebja kemijskega inštituta univerze Ljubljana. Uredil jo je Srečko Ferjančič.
| Urednik            | Srečko Ferjančič                         |
| ------------------ | ---------------------------------------- |
| Kraj in leto izida | Ljubljana, 1921                          |
| Založba            | Založba kemijskega inštituta v Ljubljani |
| Tisk               | Narodna tiskarna                         |
| Soustvarjalci      | M. Rebek, M. Samec                       |

Knjiga je nastala, ker je razvijajoča se jugoslovanska kemijska veda in kemijska industrija čutila vsak dan nujnejšo potrebo po enotni kemijski terminologiji. V ta namen se je sestala komisija za začasno nemško-slovensko kemijsko terminologijo in pooblastila podpisane, naj izdajo svoje predloge. Predloge je komisija pregledala, dopolnila in spravila vse skupaj v obliko, ki je bila v uporabi nekaj let. Podpisani izdajatelji menijo, da se terminologije ne more predpisati, temveč da se mora ta razvijati hkrati z vedo in industrijo; zato se bo njena prava oblika ustalila šele skozi praktično rabo. S svojim delom so podpisani izdajatelji želeli omogočiti tvorjenje novih besed, podati smer, v kateri naj se razvija izrazoslovje. Sami so o svoji terminologiji povedali, da ni popolna, da so v njej nekateri izrazi samo v nemškem jeziku, ker slovenskega izraza ne poznajo, nekatere izraze pa so pozabili vnesti. V njihovi terminologiji so predvsem izrazi, ki jih je uporabljal takratni kemijski inštitut univerze Ljubljana. 

## Sestava
Začasna nemško-slovenska kemijska terminologija je sestavljena iz treh delov.
1. del je predvsem o prevzemu izposojenk in tujk. V terminologijo so prevzeli mnogo izposojenk, ki jih je narod že uporabljal, še več pa so prevzeli tujk, s katerimi so si zagotovili, da kemijska veda in tehnika preraste na mednarodno vedo in tehniko.
1. del vsebuje:
- Pravopis izposojenk in tujk,
- pravopis latinskih in grških besed,
- pravopis nemških besed,
- pravopis francoskih besed,
- pravopis italijanskih besed,
- pravopis angleških besed,
- pravopis besed iz drugih kulturnih jezikov.

2. del vsebuje racionalno nomenklaturo, ki se deli na anorgansko in organsko.
Anorganska nomenklatura se deli še na I. in II. nomenklaturo. I. nomenklatura se je uporabljala v srednjih šolah, nomenklatura II. pa v znanstvenih in strokovnih razpravah ter pri visokošolskem pouku.
Organska nomenklatura je zgrajena po istih principih kakor anorganska nomenklatura II. Načelo je, da mora imeti vsaka substanca svoje ime, ki tvori eno samo besedo in potem iz nje tvorimo sestavljenke. Posamezne člene med seboj ločimo s pomišljaji.
|                               | Nomenklatura I                      | Nomenklatura II                 |
| ----------------------------- | ----------------------------------- | ------------------------------- |
| {\displaystyle {\ce {H3BO3}}} | borova kislina                      | borkislina                      |
| {\displaystyle {\ce {As2S3}}} | arzenov trisulfid, arzenova sulfura | arzentrisulfid, arzensulfura    |
| {\displaystyle {\ce {CO}}}    | ogljikov oxyd                       | ogljikooxyd                     |
| {\displaystyle {\ce {PbCl2}}} | svinčev (olovov) oxyd               | svincodichlorid, olovodichlorid |

| Citrazinsäure               | citrazin-kislina                 |
| Fruchtzucker                | sadošečer                        |
| Rizinusöl                   | ricinus-olje                     |
| Rizinusölschwefelsäureester | ricinooljevo-žveplokisline-ester |

3. del opisuje obča obrazila. Besede, ki jih tvorimo s pomočjo občih obrazil, prehaja racionalna nomenklatura v terminologijo. V knjigi so zapisana pravila za obča obrazila za barve, za glagole in za števnike.
Vselej je treba razstaviti nemške sestavljenke, katerih določilna beseda pomeni snov, iz katere je sestavljena stvar. 
Primeri:
- Glasröhre - steklena cev.
- Eisenstab - železen prot.
- Porzellantiegel - porcelanast piskerc.

Če sestoji ime substance iz več besed, je treba ves pojem opisati; večkrat se pa v takem primeru da sestavljeno ime strniti v eno besedo.
Primer:
- Spiegelglasscheibe - šipa iz zrcalnega stekla - zrcalnosteklena šipa